# Юнацька збірна Вірменії з футболу (U-16)
Юнацька збірна Вірменії з футболу (U-16) — національна футбольна збірна Вірменії, що складається із гравців віком до 16 років. Керівництво командою здійснює Федерація футболу Вірменії. Збірна може брати участь у товариських і регіональних змаганнях.
Формує найближчий кадровий резерв для основної юнацької збірної, команди до 17 років, яка може кваліфікуватися на Юнацький чемпіонат Європи з футболу (U-17). До зміни формату юнацьких чемпіонатів Європи у 2001 році саме команда 16-річних функціонувала як одна з основних юнацьких збірних і боролася за право участі у відповідній континентальній юнацькій першості з футболу.

## Юнацький чемпіонат Європи (U-16)
| Статистика фінальної частини | Статистика фінальної частини |       | Статистика відбору     | Статистика відбору | Статистика відбору | Статистика відбору | Статистика відбору | Статистика відбору | Статистика відбору | Статистика відбору |
| Рік                          | Результат                    | Місце | І                      | В                  | Н                  | П                  | Г+                 | Г-                 | GD                 |                    |
| ---------------------------- | ---------------------------- | ----- | ---------------------- | ------------------ | ------------------ | ------------------ | ------------------ | ------------------ | ------------------ | ------------------ |
| 1994                         | не кваліфікувалася           |       | 3                      | 2                  | 0                  | 0                  | 2                  | 0                  | 12                 | -12                |
| 1995                         | не кваліфікувалася           |       | 3                      | 2                  | 0                  | 0                  | 2                  | 2                  | 9                  | -7                 |
| 1996                         | не кваліфікувалася           |       | 4                      | 3                  | 0                  | 1                  | 2                  | 1                  | 3                  | -2                 |
| 1997                         | не кваліфікувалася           |       | 2                      | 2                  | 1                  | 0                  | 1                  | 1                  | 6                  | -5                 |
| 1998                         | не кваліфікувалася           |       | 4                      | 3                  | 0                  | 0                  | 3                  | 1                  | 15                 | -14                |
| 1999                         | не кваліфікувалася           |       | 3                      | 2                  | 0                  | 0                  | 2                  | 2                  | 7                  | -5                 |
| 2000                         | не кваліфікувалася           |       | 4                      | 3                  | 0                  | 0                  | 3                  | 1                  | 10                 | -9                 |
| 2001                         | не кваліфікувалася           |       | 3                      | 3                  | 1                  | 0                  | 2                  | 4                  | 8                  | -4                 |
| Усього                       | 0/8                          |       | Найкращий результат: 2 | 20                 | 2                  | 1                  | 17                 | 12                 | 70                 | −58                |